# 65 nm
65 nm désigne le procédé de fabrication des semi-conducteurs qui succède au procédé 90 nm de fabrication par CMOS. Les premiers processeurs possédant cette technologie sont apparus sur le marché en 2006.

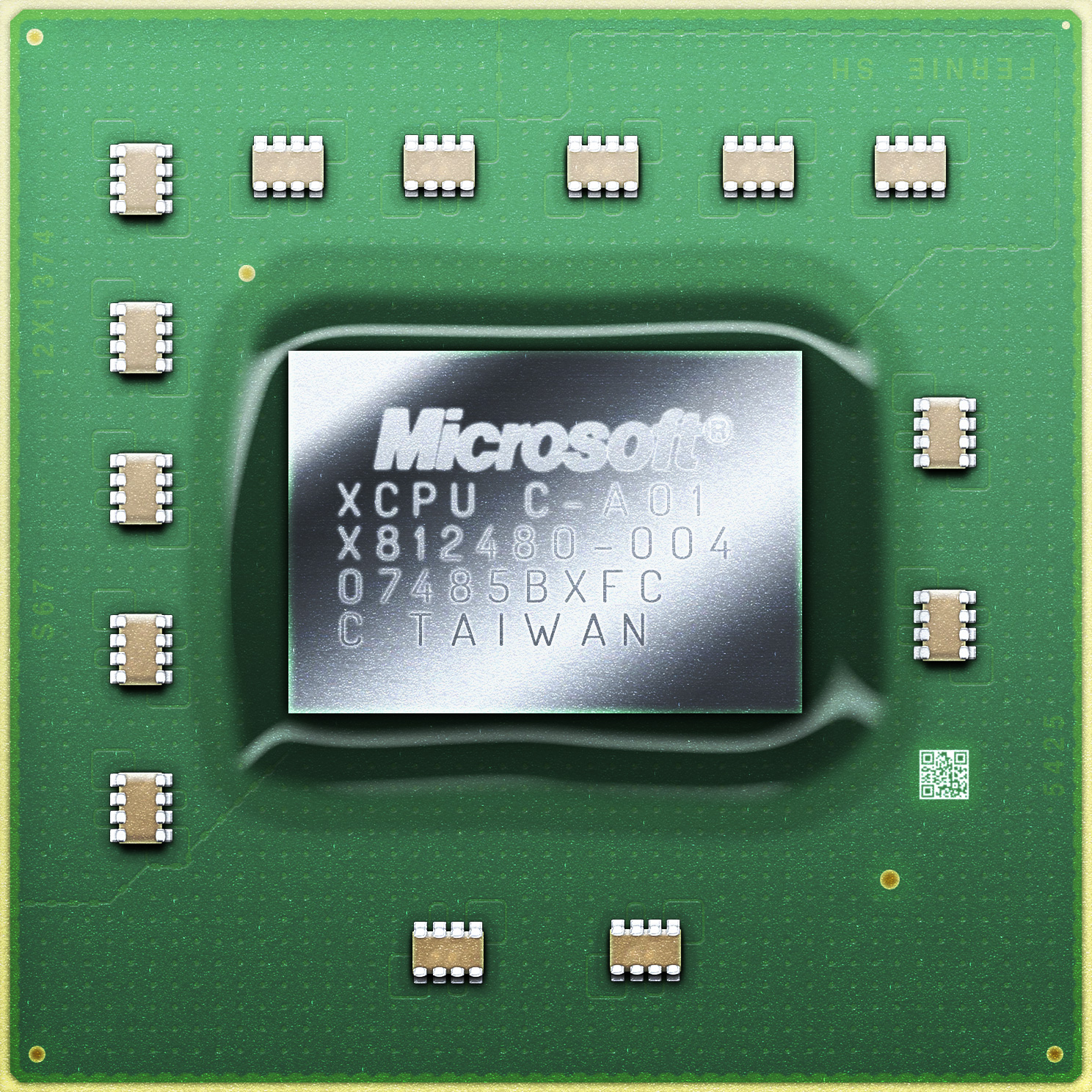
Processeur XCPU Falcon gravé en 65 nm

Selon la feuille de route de l'ITRS, le successeur du 65 nm est la technologie 45 nm.

## Microprocesseurs gravés en 65 nm
- Xenon de la génération "Falcon"
- IBM POWER6
- Intel Itanium 4 cores sorti en 2008[1]
- les CPU et GPU de certains modèles de PlayStation 3[2]